# Atherigona splendens
Atherigona splendens är en tvåvingeart som beskrevs av Mario Bezzi 1928. Atherigona splendens ingår i släktet Atherigona och familjen husflugor.
Artens utbredningsområde är Fiji. Inga underarter finns listade i Catalogue of Life.